# Agathidium mandibulare
Agathidium mandibulare es una especie de escarabajo del género Agathidium, tribu Agathidiini, familia Leiodidae. Fue descrita científicamente por Sturm en 1807.
Se distribuye por Suecia, Francia, Austria, Noruega, Alemania, Italia, Croacia, Bosnia y Herzegovina, Luxemburgo, Países Bajos, Estonia, Dinamarca, Montenegro, Polonia, Rumania y Rusia. La especie se mantiene activa durante todos los meses del año.